# Mallophora pulchella
Mallophora pulchella är en tvåvingeart som beskrevs av Charles Howard Curran 1925. Mallophora pulchella ingår i släktet Mallophora och familjen rovflugor.
Artens utbredningsområde är Colombia. Inga underarter finns listade i Catalogue of Life.